# Athelhampton
Athelhampton är en by i civil parish Athelhampton and Puddletown, i grevskapet Dorset, i Storbritannien. Den ligger i kommunen Dorset och riksdelen England, i den södra delen av landet, 180 km sydväst om huvudstaden London. Athelhampton var en civil parish fram till 2024 när blev den en del av Athelhampton and Puddletown. Civil parish hade 43 invånare år 2001. Byn nämndes i Domedagsboken (Domesday Book) år 1086, och kallades då Pidele.